# Nekrasov Bibliotheek
De Nekrasov Bibliotheek is opgericht in 1919 door Aleksander Pokrovski (1879-1942). De bibliotheek is vernoemd naar Nikolaj Nekrasov. Het is de centrale bibliotheek service van Moskou met meer dan 2 miljoen boeken in ongeveer 100 talen. De bibliotheek heeft een restauratie afdeling en een fonds van waaruit jaarlijks diverse publicaties worden uitgegeven.